# كفر طرنة
كفر طرنة إحدى قرى مركز طنطا التابع لمحافظة الغربية بجمهورية مصر العربية.

## التاريخ
هي من القرى القديمة، وردت القرية بعدة أسماء مثل درسا وفي التحفة باسم درشا ودوشو، ووردت بهذا الاسم في كتاب قوانين الدواوين. ألغي زمام القرية في العهد العثماني وأضيف إلى قرية كفر علوان المجاورة وعرفت باسم كفر طرنة. فصلت القرية عن كفر علوان في سنة 1270 هجري باسم كفر طرينة ثم غير إلى اسمها الحالي في سنة 1275 هجري. كانت القرية قد ذكرت ضمن قرى مركز الجعفرية في تعداد 1882.

## التعليم
تصل نسبة الأمية في القرية إلى 47.13% بين من تجاوزوا العاشرة من عمرهم، بينما تصل نسبة من حصلوا على تعليم جامعي إلى 1.66% من جملة السكان.

## السكان
بلغ عدد سكان كفر طرنة 3391 نسمة حسب تقدير عام 2018.
| السنة  | 1882 | 1907 | 1927 | 1947 | 1960 | 1976 | 1986 | 1996 | 2006  | 2018 |
| ------ | ---- | ---- | ---- | ---- | ---- | ---- | ---- | ---- | ----- | ---- |
| القرية | 321  | 430  | 539  | 617  | 958  | 1462 | 1874 | 2253 | 2,627 | 3391 |